# いすゞ・ビッグホーン
いすゞ・ビッグホーン（ISUZU  BIGHORN）は、かつていすゞ自動車が製造・販売していたSUV。

## 概要
昭和56年（1981年）より販売開始。型式の「UBS」はビッグホーンの社内コードで、小型ボンネットトラックを指す。
日本における乗用車のコンポーネントを流用したSUVの草分けだが、当初は装備も貧弱なうえ、貨物登録のみで商品力が弱く、国内マーケットには理解されないまま販売が伸び悩んだ。またフロントマスクがあまりにもレンジローバー（1970年発売）の意匠と似ており、自動車評論家に「プアマンス・レンジローバー」と批判されたこともあった。このビッグホーンの登場の後にトヨタ・ハイラックスサーフ、三菱・パジェロ、日産・テラノの躍進によりRVブームが起こったが、ビッグホーンは草分けいわば先駆という立場でありながら常にこれらの後塵を拝する存在に甘んじた。
初期のUBS52系は、乗用車系の容量不足のフロントサスペンションとドライブトレインに起因する耐久性の低さが大きな問題であったが、サスペンションの設計変更を行い、エルフのエンジンとドライブトレーンを流用したUBS55系以降はその弱点を克服した。メディアへの露出が増えてくると、ごく自然なドライビングポジションや軽快でクセのないハンドリング、そしてクロスカントリーカーとしての悪路走破性など素性の良さが認められ、次第にマーケットに受け入れられていった。その一方、開発費不足から室内の改良までは手が回らず、居住性や利便性への不評は販売台数が伸びたことで逆に増える結果となった。
販売当初は国によってトゥルーパー(TROOPER)、中南米ベネズエラなどではカリベ442(CARIBE442)としていたが、1980年代末からGMグループ各社に対していすゞのOEM車の主力としてシボレー・トゥルーパー、オペル/ボクスホール・モントレー、ホールデン･ジャッカルーの名で販売された。また非GM系メーカー(販売開始当時)に対しても富士重工業に対してスバル・ビッグホーン、ホンダに対しホンダ・ホライゾン及びアキュラ・SLXの名称で供給された。
いすゞの小型乗用車事業撤退後は主力車種となるが、2002年のSUVを含む乗用車事業からの完全撤退に伴い日本国内向けの製造は終了となった。その後はいすゞやGM系海外メーカー向けなどの輸出専用車として製造されていたが2003年にこちらも製造終了となった。2代目モデルは優秀なクロスカントリー車として現在も根強い人気があるが、生産終了から年数が経過し部品の入手が難しくなりつつある。

## 初代（1981年-1991年）UBS17/52/55型

### 車種
- 型式 - ガソリン車がG200型エンジン搭載のUBS13、4ZC1型エンジン搭載のUBS12、4ZE1型エンジン搭載のUBS17、ディーゼル車がC223型エンジン搭載のUBS52、4JB1型エンジン搭載のUBS55であった。
- ボディバリエーション
  - ショートホイールベース
    - 2ドアソフトトップ（貨物・4ナンバー）
    - 2ドアメタルトップ（貨物・4ナンバー、乗用・5ナンバー）

  - ロングホイールベース
    - 2ドアソフトトップ（貨物・4ナンバー）
    - 2ドアメタルトップ（貨物・4ナンバー、乗用・5ナンバー）
    - 4ドアメタルトップ（貨物・4ナンバー、乗用・5ナンバー）
    - 4ドアメタルトップハイルーフ（乗用・5ナンバー）キックアップルーフ（後半のみハイルーフ）形状。スペシャルエディション・バイ・ロータスのみミドルまたはハイルーフ選択可。
    - 4ドアワイドメタルトップ（貨物・1ナンバー）、（普通乗用・3ナンバー）

### 沿革

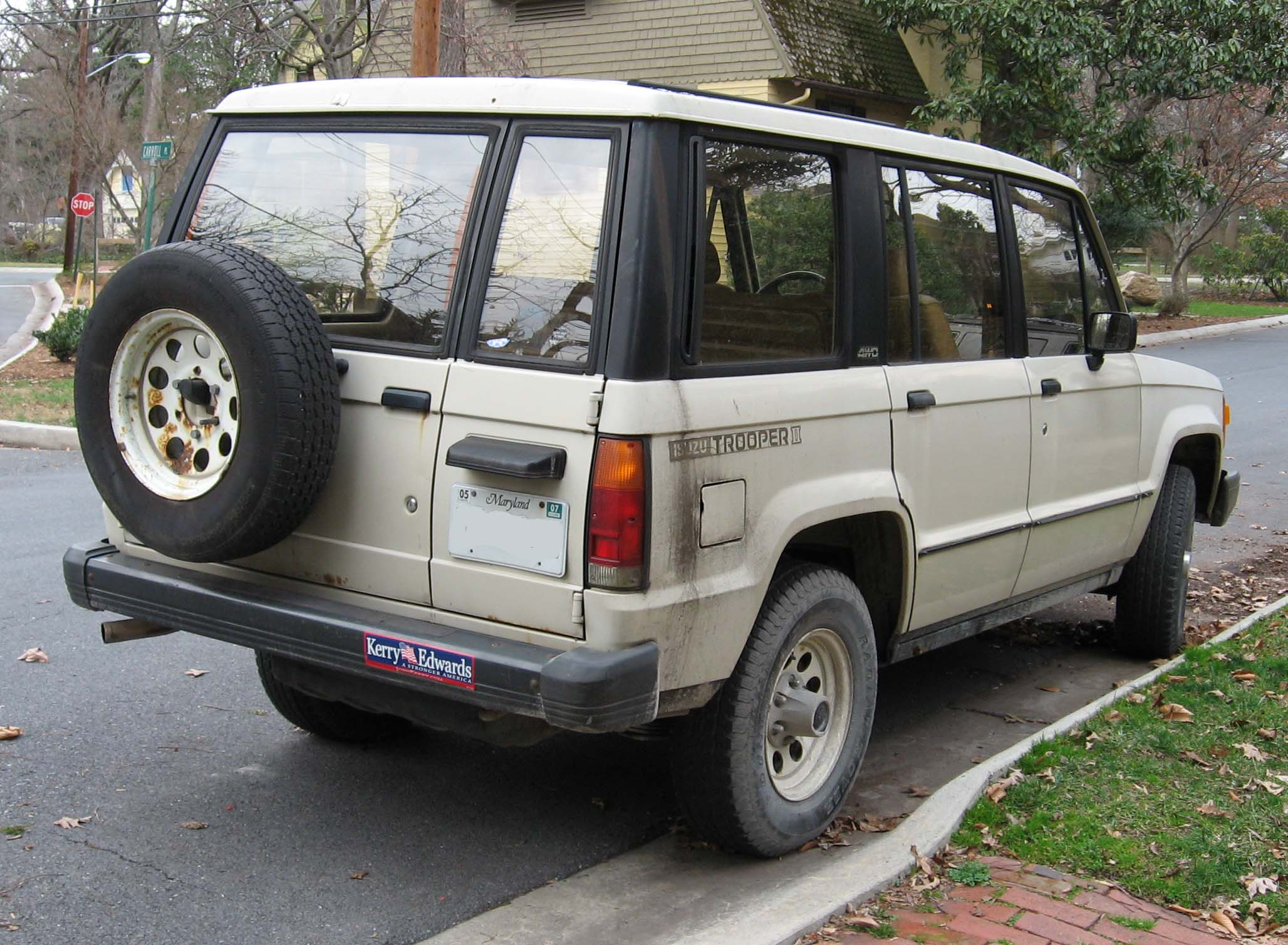
初代4ドア リア

- 1981年（昭和56年）9月 - ロデオビッグホーンとしてデビュー。ロデオはいすゞのピックアップトラック、ファスターの4WD版の名称。

エンジンはC223型ディーゼルエンジンとG200型ガソリンエンジンの2種類で、どちらも直列4気筒。
ボディのバリエーションはショートとロング、2種類のホイールベースと、ソフトトップ、メタルトップ（バン）の組み合わせで4種類、全て2ドアで貨物登録（4ナンバー）であった。
ノンターボのディーゼル、ガソリンエンジンともに、117クーペと同じもので、かなり非力であった。
バッグドアは珍しい7対3分割の観音開きとなっている。
- 1984年（昭和59年）1月 - 非力さを改善するため、ディーゼルエンジンにターボチャージャー装備のC223-T型を追加。しかし、この高出力化により、トランスミッションとデフにトラブルが多発することとなり、これは後に4JB1型エンジンに変更された際に、各ギアとベアリングの許容荷重が見直される（結果的にはエルフ用を流用する）まで続いた。また、後席の居住性を改善したワゴン（乗用登録、5ナンバー）が追加される。同時に車名からロデオの冠名が外れ、単に『ビッグホーン』となる。
- 1985年（昭和60年）6月 - 今まで2ドアモデルしかなかったが、ロングボディーに4ドアを追加。ガソリンエンジンを4ZC1型に変更。燃料タンク容量を50 L → 83 Lへ拡大｡マニュアルトランスミッションを4速 → 5速に変更。

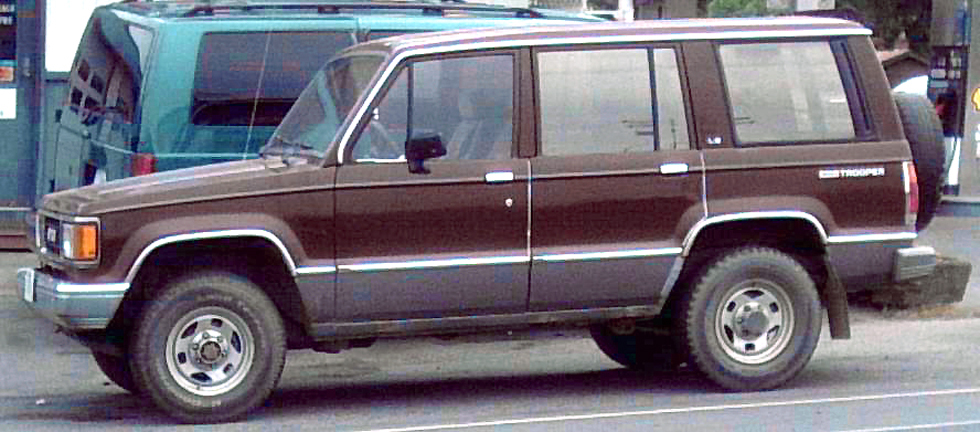
メッキモールを配した日本国内のエクスポートとほぼ同じ外観のトゥルーパーLS

- 1987年（昭和62年）1月 - フロントのデザイン変更。ワイドトレッド化とサスペンションの大幅改良。ソフト・ハードの二種類のサスペンションと、さらにLSグレードにアジャスタブルショックアプソーバーを採用。
- 1987年（昭和62年）10月 - イルムシャー（イルムシャーチューンの足回りとレカロシートと モモステアリング）と、後のスペシャルエディション・バイ・ロータスの布石となる、エクスポート（北米向けのラグジュアリースペック）を追加。
  - ディーゼルエンジンをエルフで評判の良い、2.8 L直噴式の4JB1-T型に変更。排出ガス（Nox）値の関係で小型貨物登録（4ナンバー）となる。同時に、やはりエルフ系のマニュアルトランスミッションとデフを流用し、容量をアップ。
  - ひかりものを廃した外観や、205R16の大径細身タイヤがかもし出す欧州テイスト（ジェミニ効果も手伝った）などで話題となるが、室内の使い勝手や居住性（ステッキ型のパーキングブレーキ、フルモードではないエアコン（冷房はフェイス用レジスターのみでしか使えない）、前席は吹き出し位置が悪く後席用が無いヒーターダクト、すきま風など）は手付かずのままで、客層を広げた分、逆に評判を落とす結果となった。
- 1988年（昭和63年）6月 - イルムシャーRを追加。ワイドタイヤとオーバーフェンダー、ブラッドレイ・アルミホイールを装備したモデル。全幅が1,700 mmを超え、登録は普通貨物（1ナンバー）となる。
- 1988年（昭和63年）11月 - イルムシャーG、Sを追加。
  - Gはそれまで輸出専用だった4ZE1型、4気筒2.6Lガソリンエンジンを搭載、登録は普通乗用（3ナンバー）となる。
  - Sは大量のEGRによってNOx値を下げ、直噴ディーゼルエンジンのまま小型乗用登録（5ナンバー）としたモデル。
  - ディーゼルエンジンはインタークーラー付き4JB1-T型に統一される。イルムシャーGはオーバーフェンダーを装着し、全幅が100mm拡大。
- 1989年（平成元年）11月 - スペシャルエディション・バイ・ロータス追加。エクスポートとイルムシャーG廃止。
- 1990年（平成2年）5月 - ロングボディーワゴンに4速AT追加。
- 1991年(平成3年)11月[4]- 生産終了。在庫対応分のみの販売となる。
- 1991年(平成3年)12月 - 2代目と入れ替わる形で販売終了。

販売終了前月までの累計生産台数は4万9,131台

## 2代目（1991年-2002年）UBS25DW/UBS69/73GW型

### 車種
型式はガソリン車が6VD1型エンジン搭載のUBS25、6VE1型エンジン搭載のUBS26、ディーゼル車が4JG2型エンジン搭載のUBS69、4JX1型エンジン搭載のUBS73である。それに続くDはショートホイールベース、Gはロングホイールベース、末尾のWはワゴンの記号となる。例えばUBS25DWと表記されると、25(マイナーチェンジ前のガソリン車)でD(ショート)の車両を指し、イルムシャーRSと特定できる。
2ドアのショートホイールベースモデルと、4ドアのロングホイールベースモデルがあったが、先代と異なり全て乗用（3ナンバー）登録のみとなり、商用グレード（バン系車種）が設定されなかった。

### グレード
- ハンドリングバイロータス - 販売開始時から設定。定員は7名仕様（3列シート）のみであったが、1993年のマイナーチェンジで定員5名仕様（2列シート）が追加される。ロータスチューンのしなやかで操縦安定性の高い足回りを持つ。内装はアームレスト付キャプテンシートなどラグジュアリーに振ってある。外装関係ではメッキモールとヘッドランプワイパーアンドウォッシャーが特徴。
- ハンドリングバイロータスSE - 1993年のマイナーチェンジより設定。定員は当初7名仕様（3列シート）のみであったが、のちに5名仕様（2列シート）も追加された。フルオートエアコン・本革4ウエイパワーシート（シートヒーター内蔵）を標準装備としている。1995年のマイナーチェンジで一時的に本革シートがオプションとなるが、TOD（トルク・オン・デマンド）[7]などが標準装備となる。
- イルムシャー - 販売開始時から設定。定員は7名仕様（3列シート）のみであったが、1993年のマイナーチェンジで定員5名仕様（2列シート）が追加される。イルムシャーチューンの足回りを持つ。ばね定数とショックアブソーバーの減衰力を高め、スポーティーなハンドリングとしつつ、オフロードでは後輪の追従性を向上させるリアスタビライザークラッチ（解除機構）を標準装備。内装はシートヒーター付きレカロシート、外装はヘッドランプワイパーアンドウォッシャーが備わる。後にオーバーフェンダーが標準装備となる。1998年のマイナーチェンジをもって廃止された。
- イルムシャーRS - ショート販売開始時（1992年3月）から設定。ショートにV6ガソリンエンジンを組み合わせたホットモデル。リアLSDを標準装備とし、イルムシャーよりさらにスパルタンな性格である。チーム青柳がこのモデルをベースに1994年（平成6年）のパリダカールラリーの市販車無改造部門（マラソンクラス）に参戦し、クラス優勝を果たした。1998年のマイナーチェンジをもって廃止された。
- BASIC - 販売開始時から設定。当初はパワーウィンドウすら省略したベースグレード。しかし、1992年の一部改良の際に、パワーウィンドウがオプション設定された一方で、他のグレードがABSなどがオプション設定されていたにもかかわらず、このグレードに限り、ABSはもとより、オートエアコンなどは選択不可能であった。1993年のマイナーチェンジをもって廃止された。
- LS - BASICにかわって1993年のマイナーチェンジより設定。ロング（5ドア）仕様の場合、設定当初の定員は7名仕様（3列シート）であったが、1995年のマイナーチェンジで定員5名仕様（2列シート）に変更された。ショート（3ドア）仕様の場合は、一貫して定員は5名だった。先代では上級グレードの名称であったが、1993年のマイナーチェンジでは、オーディオシステムが標準装備となるなど、かつて設定されていたBASICと比べて基本機能が充実した標準グレードとなっていて、このLSが後にプレジールシリーズやフィールドスターの設定へと発展していく。
- XSプレジール - 1995年のマイナーチェンジより設定。定員は当初5名仕様（2列シート）のみであったが、のちの「XSプレジール」から「プレジール」に変更してから、7名仕様（3列シート）も追加された。オーディオシステムやオーバーフェンダーなどを標準装備。エアコンがマニュアルエアコン[8]であったり、ガラスが無着色ガラスであるなどの廉価版であるにもかかわらず、基本機能が充実したグレードである。

### 沿革
- 1991年（平成3年）10月 - 第29回東京モーターショーにて、いすゞ960として参考出品。3ドアは960 SHORT、5ドアは960 LONG。
- 1991年（平成3年）12月 - 初のフルモデルチェンジを実施。当初はロングホイールベースのみで、翌年3月にはショートホイールベース車が追加され、販売開始。全幅はオーバーフェンダーなしで1,745 mm と3ナンバーサイズとなる。販売の主力はディーゼルエンジンで、ガソリンエンジンはハンドリングバイロータスとイルムシャーRS（ショートボディーのホットモデル）でしか選択ができず、さらにマニュアルトランスミッションが組み合わされるのはイルムシャーRSのみであった。
- ディーゼルエンジンは排ガス規制対策のため先代の直噴式ディーゼルから、渦流室式・分配式燃料噴射ポンプでインタークーラー付ターボを備え、125 PSを発揮する4JG2型を搭載。ガソリンエンジンはクロスカントリー車初のV6DOHC[9]で3.2 Lの6VD1型と、2種類のエンジンが設定された。
  - 4WD機構は、FRベースのリアセンタースルートランスファーを使ったパートタイム式。上級グレードはオートマチックフリーホイールハブを装備し、下級グレードはマニュアルフリーホイールハブとした。センターデフがないため、μの高い路面ではタイトコーナーブレーキング現象が発生する。
  - 標準装備のタイヤサイズは245/70R16の一種類。ホイールはPCD139.7（5 1/2インチ） 6H オフセット+38 ハブ径100mm。
  - 灯火類、ワイパーなどの各スイッチはいすゞ独特のダイヤルをインパネに配置するものだったが、1995年（平成7年）5月のマイナーチェンジ以降は一般的なレバー操作系に変更された。この変更時においても2DINサイズのナビやAV機器への対応は見送られた。
  - 登場時よりサイドアンダーミラーを装備する。長いアームと凸面鏡を用い、左前端まで確認できるほどの実用的なものであった。
  - 定員はショートで4名、ロングは2列5名と3列7名から選択可能だが一部例外がある。
- 1992年（平成4年）9月 - BASICにパワーウィンドウ等がオプション設定される。
- 1992年 （平成4年）12月25日 - 日本カー・オブ・ザ・イヤー特別賞を受賞。
- 1993年（平成5年）9月 - マイナーチェンジ（一部改良）を実施。3ドア仕様の定員5名化、LS、ロングホイールベース車（ハンドリングバイロータス、イルムシャー）の定員5名仕様と、ハンドリングバイロータスSE（当初は定員7名仕様のみ）が追加設定される一方、BASICを廃止。また本改良でディーゼルエンジンがクロスカントリー4WD車としては初の平成6年排出ガス規制に適合した。
- 1995年（平成7年）5月 - 大幅なマイナーチェンジを実施。オーバーフェンダーを装着したモデル（イルムシャーワイド、XSプレジール）の追加設定、ディーゼルエンジンの燃料噴射ポンプの電子制御への変更など。XSプレジールはオーバーフェンダー装着の廉価版とされている。なおオーバーフェンダー装着車は純正ホイールのオフセットを非装着車から変更しないように設計されている。
  - 本来はこの改良でコモンレール式直噴エンジンの搭載を予定していたが、この当時のゼクセル側の開発遅れから、先送りとなった模様。そのため同クラスではトヨタ・ランドクルーザープラドの1KZ-TE型の後塵を拝することになる。
  - シートはレカロシート装着車以外はフルフラットにすることが可能となった。
  - インパネのデザインが変更された。
  - サイドアンダーミラーを車両前方も確認できるように変更。
  - TOD（トルク・オン・デマンド）と呼ばれるトルクスプリット4WD機構がロータスSEに設定された。1996年（平成8年）8月にイルムシャーII、XSプレジールIIというTODを設定したグレードが追加された。
  - ディーゼルエンジンを従来の機械式燃料噴射ポンプから大気圧センサーまで備えた電子制御式燃料噴射ポンプに変更し、ターボチャージャーも最適化した。そのため最高出力が従来の125PSから135PSへと、10PSもパワーアップし、黒煙の発生も抑えられた。
  - シフトオンザフライと呼ばれる走行中に2WDと4WDを切り換えできる機構を装備した（一部グレードにはオプション設定）。
- 1996年（平成8年）8月 - マイナーチェンジ。(TOD搭載車のみではあるが)ABSの標準装備化、エアバッグの追加など。フルサイズのデュアル(運転席&助手席)SRSエアバッグがオプションで設定され。後に標準となる。
- 1998年（平成10年） - フェイスリフトを実施。ディーゼルエンジンをDOHC・コモンレール式燃料噴射ポンプ（4JX1型）へ変更。ガソリンエンジンの排気量アップ（6VE1型）。モデルサイクルの長いクロスカントリー車とはいえど、2代目登場から7年半が経過したため本来フルモデルチェンジを実施する時期ではあったが、いすゞの株価が額面割れするなど、当時の業績は危機的状況下にあったことからマイナーチェンジにとどめざるを得なかった。
  - フロントのデザイン変更（フロントグリル、ヘッドランプ、フロントバンパー）。
  - ディーゼルエンジンは、コモンレール式直噴エンジンへと変更。バランサーシャフトが追加され、振動が減少した。ガソリンエンジンは、排気量を3.5 Lにアップした6VE1型に変更。点火方式はダイレクトイグニッション式となる。
  - XSプレジールがプレジールへと名称変更され、TODを搭載したものはプレジールIIとなる。ガソリンエンジンも選択できるようになり、国内では稀有なマニュアルトランスミッションとの組み合わせも設定される（プレジールII以外）。また、エアコンがマニュアルエアコンからオートエアコンに変更となり、乗車定員も5名（2列シート）仕様のみから、7名（3列シート）仕様も追加設定された。
  - イルムシャーシリーズは廃止され、その代替としてプレジールシリーズにスポーツパッケージ（レカロシート、スポーツサスペンション、スタビライザークラッチのセットオプション）が設定された。

- 2001年（平成13年） - 最後の一部改良を実施。目標販売台数はビッグホーンシリーズ全体で300台/月に設定。従来の5グレードから3グレードへの集約、ディーゼルエンジンの4JX1型への変更、ディーゼルエンジン搭載車の遮音性向上、オートマチックトランスミッションのフルレンジ電子制御化、電子制御スロットルの採用、オートクルーズの標準設定、ロックアップクラッチに低速時におけるスリップ制御の採用、内外装の一部変更などを実施。ガソリンエンジンは6VE1型のままであるが、排出ガスがクリーン化された。
  - グレードは最上級グレード「ロータスSE」、量販グレード「プレジールII」、新規設定の廉価グレード「フィールドスター」の3グレードに集約。
    - ロータスSE　スタイリッシュな18インチタイヤ + アルミホイールの採用（プレジールIIにもメーカーオプションとして設定）や、高級感のある本革シートの標準装備化により、プレステージ&ラグジュアリー性を高めた最上級グレード。木目調パワーウィンドウベゼル（フロント/リア）を採用し、ステアリングのホーンベゼル及びインパネの木目部分と併せて、高級感・一体感を演出している。またサイドステップ後端が、後輪の巻き上げによる泥掛かりを防止する形状に変更されている。
    - プレジールII　充実した装備、オーバーフェンダーによるスポーティなイメージを持つ量販グレード。
    - フィールドスター　取り回し易いナローボディと実用面での十分な装備を備える廉価グレード。ディーゼル車にのみMTの設定あり。

  - また上記の変更以外にも、ボディカラーの2色追加（サテンゴールドメタリック・有料色のパールホワイトマイカ）、エンジンヘッドカバーの一部デザインとカラーリングの変更、前席のシートバック形状、シートクッション形状と材質の見直し、前席側カップホルダーを大型化と後席のアームレスト先端部分に2個分のカップホルダーの追加、シガーライター下部にアクセサリー用電源ソケット（ふた付）の追加設定、UVカットガラスの採用（フィールドスターのバックドアを除く）などの変更を実施。
- 2002年（平成14年）9月[10]にいすゞ自動車が乗用車事業から完全に撤退したことに伴い､生産終了。その後、同年12月に在庫対応分が完売し販売終了となり、21年の歴史に幕が下りた。2代目の新車登録台数の累計は11万442台[11]

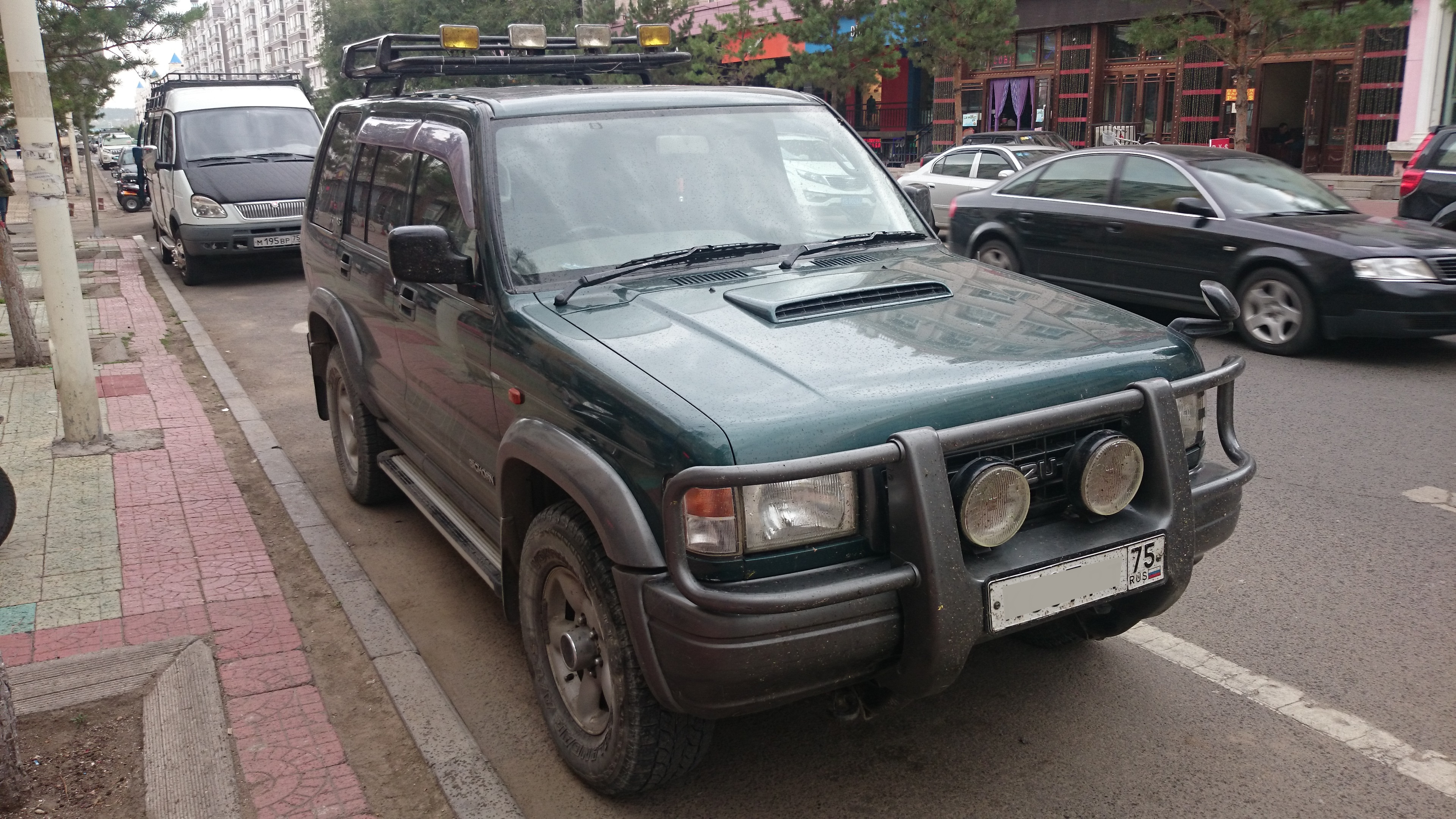
中期型 ロング
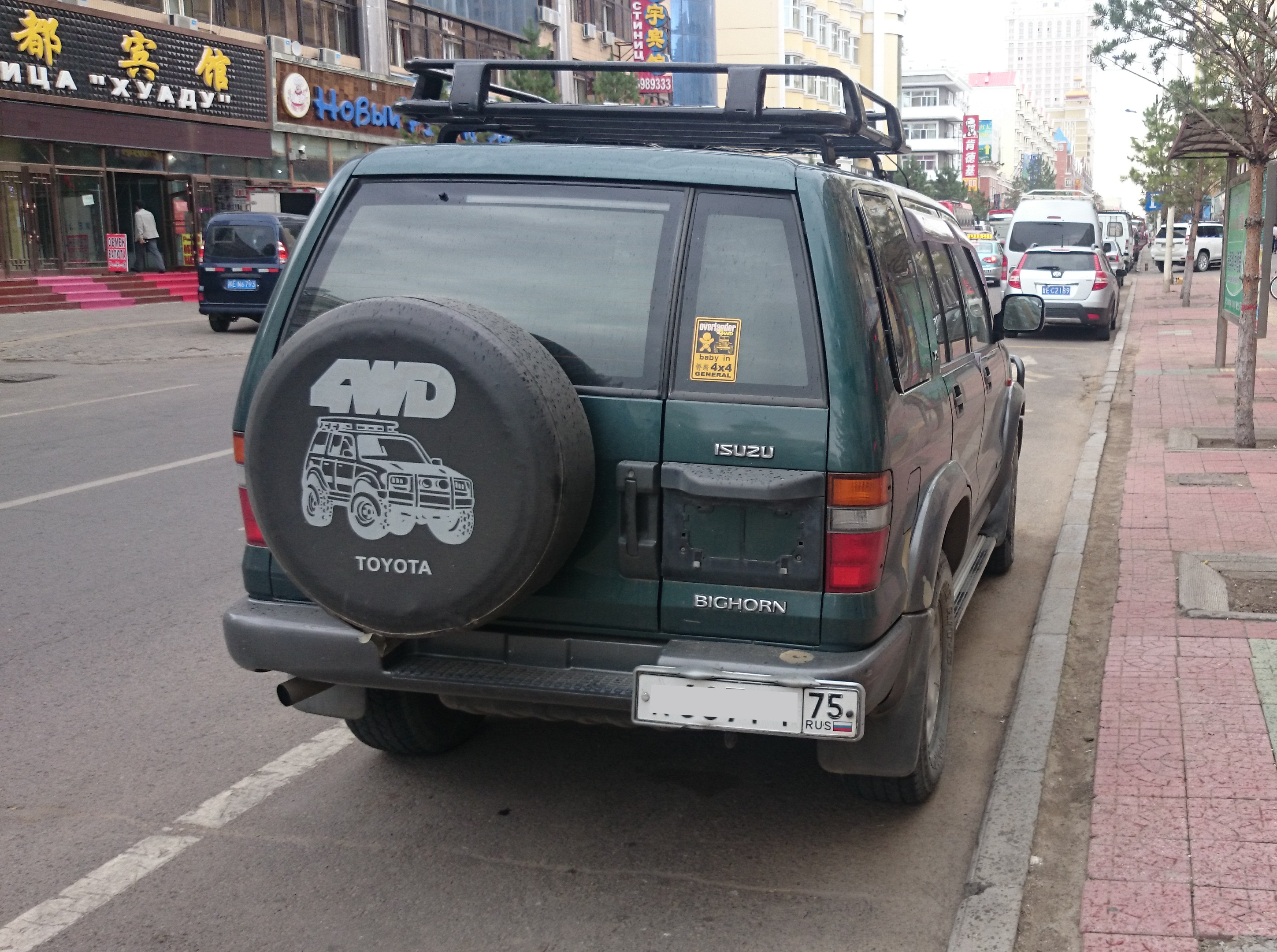
中期型 ロング
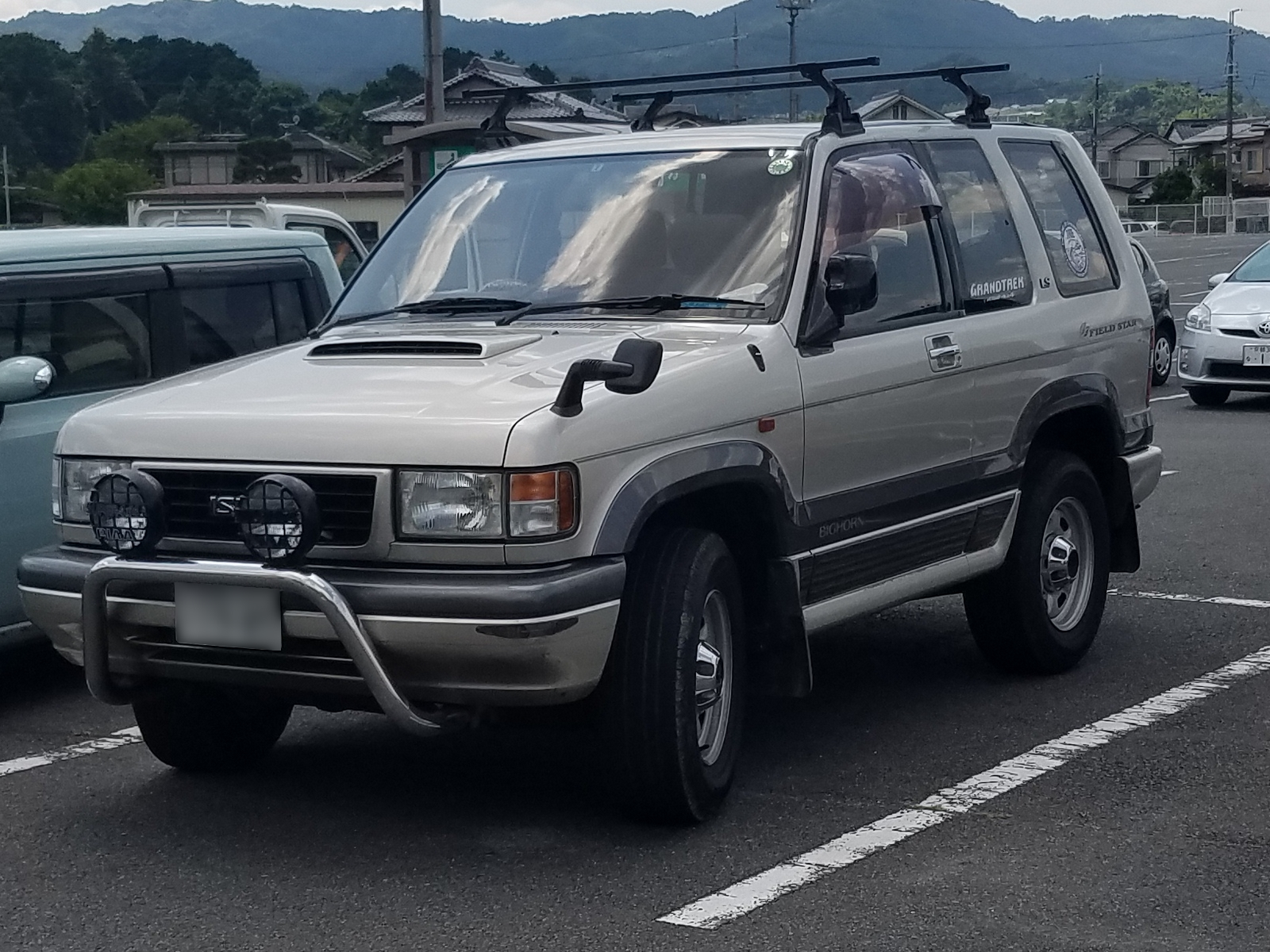
中期型 ショート
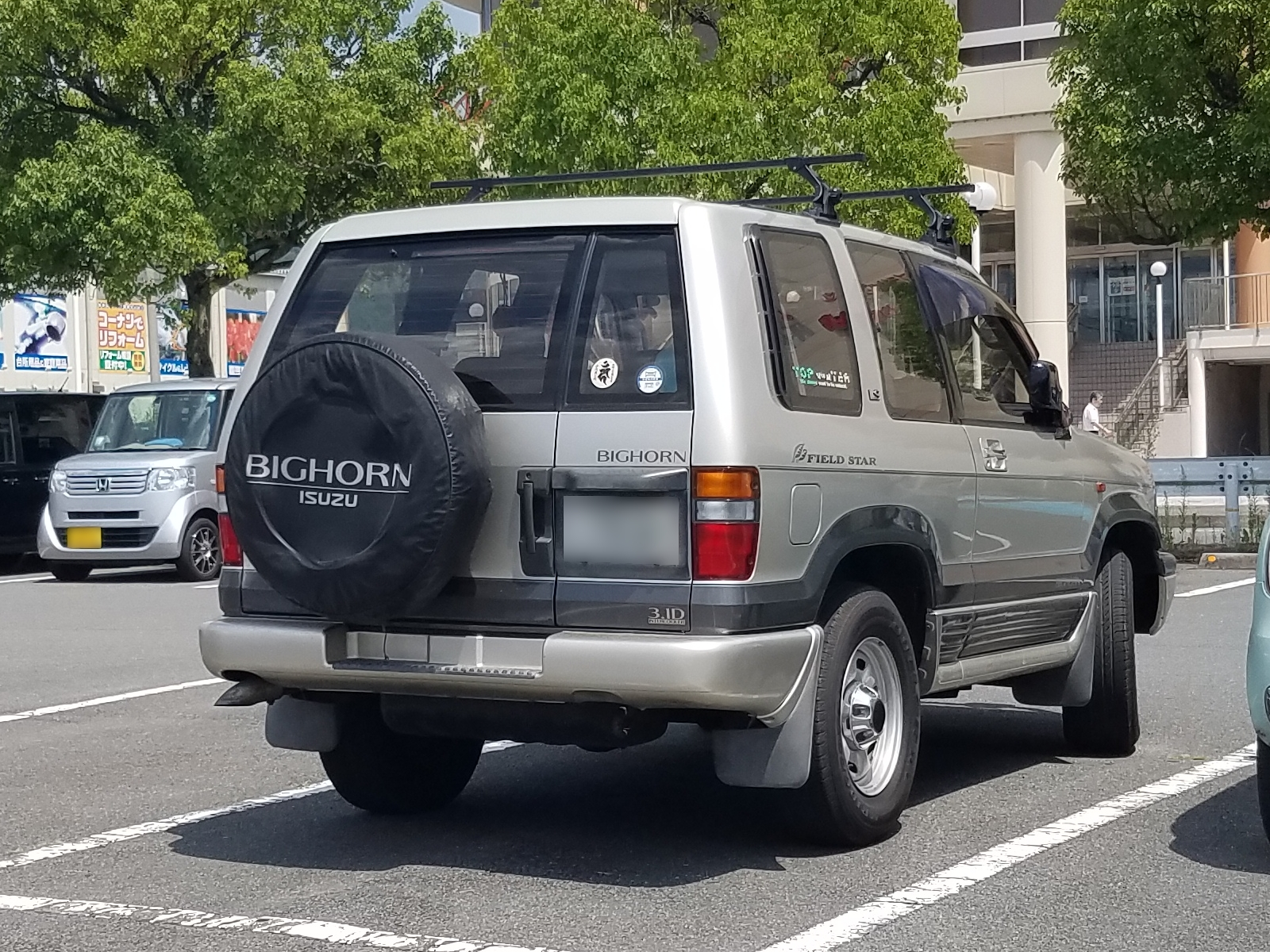
中期型 ショート

## 関連車両
エンジン等のコンポーネントやプラットフォームを共有する車両が存在する。サブネームが車名に昇格するものも多く、やや判り辛い。
- 初代ロデオビッグホーンは、ファスターロデオ（ファスターの4WDモデル）からの派生車。
- ミューは、初代ビッグホーンから派生した。初代の車両形式は、UCS17DWとUCS55DW。モデルチェンジ後は、ウィザードのショートボディー版となる。ウィザード同様に、6VD1型と4JX1型エンジンを搭載する。
- ミュー・ウィザードは、UBS69GWのフレームに海外仕様の5ドア版のミューのボディーを架装したもの。車両形式UCS69GW。4JG2型ディーゼルエンジンのみの設定。ただしビッグホーンとの差別化のためかインタークーラーは付かない。ボディー以外の足回りはUBS69GWそのものである（ばね、ダンパーは専用品）。
- いすゞ・ウィザードは、ミュー・ウィザードのフルモデルチェンジ版で、エンジンは6VD1型と4JX1型を搭載する。
- いすゞ・ビークロスは、イルムシャーRSをベースとしたSUVスペシャリティーカー。車両形式UGS25DW。エンジンは6VD1型だが、ヘッドカバーがマグネシウム製で、点火系がダイレクトイグニッションに変更され215PS、28kg-mに出力が向上、駆動系はビッグホーンのショートボディーにはないTODが採用されている。
- いすゞ・アクシオムは、北米市場のみで販売された。6VE1型エンジンのロングボディーのみ。
- かつて存在した、いすゞ中古自動車販売株式会社（いすゞユーマックスの前身）から販売していた中古車のビッグホーンに、換装可能な部品や装備品類を専用品（新品）へ一部交換した上で「ビッグホーン・アラムシャー」（「荒武者（Aramscher）」・武者シリーズ）[12]とネーミングし発売していた。

## 車名の由来
ロッキー山脈に生息するビッグホーン(別名オオツノヒツジ)から採られたもの。